# Étagement altitudinal
Pour les articles homonymes, voir étagement.
L'étagement, en écologie, est la disposition des caractères naturels en fonction de l'altitude et des climats qui en découlent. L'étagement de la végétation influence l'économie montagnarde, qui varie ainsi avec l'altitude.

## Origine

Étagement altitudinal de la flore et de la faune de l'écozone paléarctique (illustration naturaliste pour enfants).

Les fortes différences climatiques rencontrées sur un versant sont à l'origine d'une grande variété de végétation. Au fur et à mesure que l'altitude augmente, les forêts de feuillus laissent place à celles de conifères, eux-mêmes remplacés par les prairies d'alpage. Ces dernières finissent par laisser la place aux rochers nus éventuellement recouverts de neige. La faune évolue également avec la végétation et l'altitude.

## Historique
Le botaniste et biogéographe Henri Gaussen est à l'origine en France de la notion d'étages et de successions de la végétation, fondatrice de la phytogéographie. À sa suite d'autres chercheurs ont montré que l'empreinte des activités humaines (et du dérèglement climatique qui en découle) sur ces étages phytosociologiques et écopaysagers font que le modèle de l'étagement altitudinal théorique est à revisiter.

## Classification
On différencie schématiquement en Europe deux grandes séquences dans la zonation altitudinale : une première correspond à la région eurosibérienne et une autre la région méditerranéenne. On peut encore en citer une autre pour la région macaronésienne ou les Canaries.

### Région Eurosibérienne
| Critères thermiques               | Critères thermiques                                         | Critères thermiques     | Étages de végétation |
| Température moyenne annuelle (°C) | Température moyenne des minimums du mois le plus froid (°C) | Hiver                   | Étages de végétation |
| < 4                               | < -7                                                        | Extrêmement froid       | étage nival          |
| < 4                               | < -7                                                        | Extrêmement froid       | étage alpin          |
| 47                                | -6-4                                                        | Très froid              | étage subalpin       |
| 811                               | -30                                                         | Froid                   | étage montagnard     |
| >11                               | 110                                                         | Frais, chaud et tempéré | étage collinéen      |
| >11                               | 110                                                         | Frais, chaud et tempéré | Planitiaire          |

### Région méditerranéenne
Différents auteurs ont proposé une classification de l’étagement méditerranéen, voici une tentative de mise en parallèle :
| Critères thermiques               | Critères thermiques                                         | Critères thermiques | Étages de végétation       | Étages de végétation       | Étages de végétation       |
| Température moyenne annuelle (°C) | Température moyenne des minimums du mois le plus froid (°C) | Hiver Daget (1977)  | Ozenda (1975)              | Quézel (1979)              | Rivas-Martínez (1981)      |
| < 5                               | -11-10                                                      | Extrêmement froid   | Alti-méditerranéen         | Alti-méditerranéen         | Cryoro-méditerranéen       |
| < 5                               | -9-7                                                        | Extrêmement froid   | Alti-méditerranéen         | Oro-méditerranéen          | Cryoro-méditerranéen       |
| < 5                               | -6                                                          | Très froid          | Oro-méditerranéen          | Montagnard-méditerranéen   | Cryoro-méditerranéen       |
| 58                                | -5-3                                                        | Très froid          | Oro-méditerranéen          | Montagnard-méditerranéen   | Oro-méditerranéen          |
| 912                               | -20                                                         | Froid               | Supra-méditerranéen        | Supra-méditerranéen        | Supra-méditerranéen        |
| 13 16                             | 13                                                          | Frais               | Méso-méditerranéen         | Méso-méditerranéen         | Méso-méditerranéen         |
| >16                               | 46                                                          | Tempéré             | Étage thermo-méditerranéen | Étage thermo-méditerranéen | Étage thermo-méditerranéen |
| >16                               | 79                                                          | Chaud               | Étage thermo-méditerranéen | Étage thermo-méditerranéen | Étage thermo-méditerranéen |